# Nünchritz
Nünchritz ist eine Gemeinde im Landkreis Meißen in Sachsen und Sitz der Verwaltungsgemeinschaft Nünchritz, zu der auch die Gemeinde Glaubitz gehört.

## Geographie
Die Gemeinde liegt am Rande der Großenhainer Pflege am östlichen Ufer der Elbe in der Elbaue. Nächste Kreisstädte sind Großenhain (10 km), Meißen (10 km) und Riesa (8 km). Im Ortsteil Grödel mündet der Elsterwerda-Grödel-Floßkanal in die Elbe.

### Ortsgliederung
Zur Gemeinde gehören folgende Ortsteile:
- Grödel
- Roda
- Weißig
- Zschaiten
- Diesbar-Seußlitz
- Goltzscha
- Leckwitz
- Merschwitz
- Naundörfchen
- Neuseußlitz
- Nünchritz

## Geschichte

### Geschichte von Nünchritz

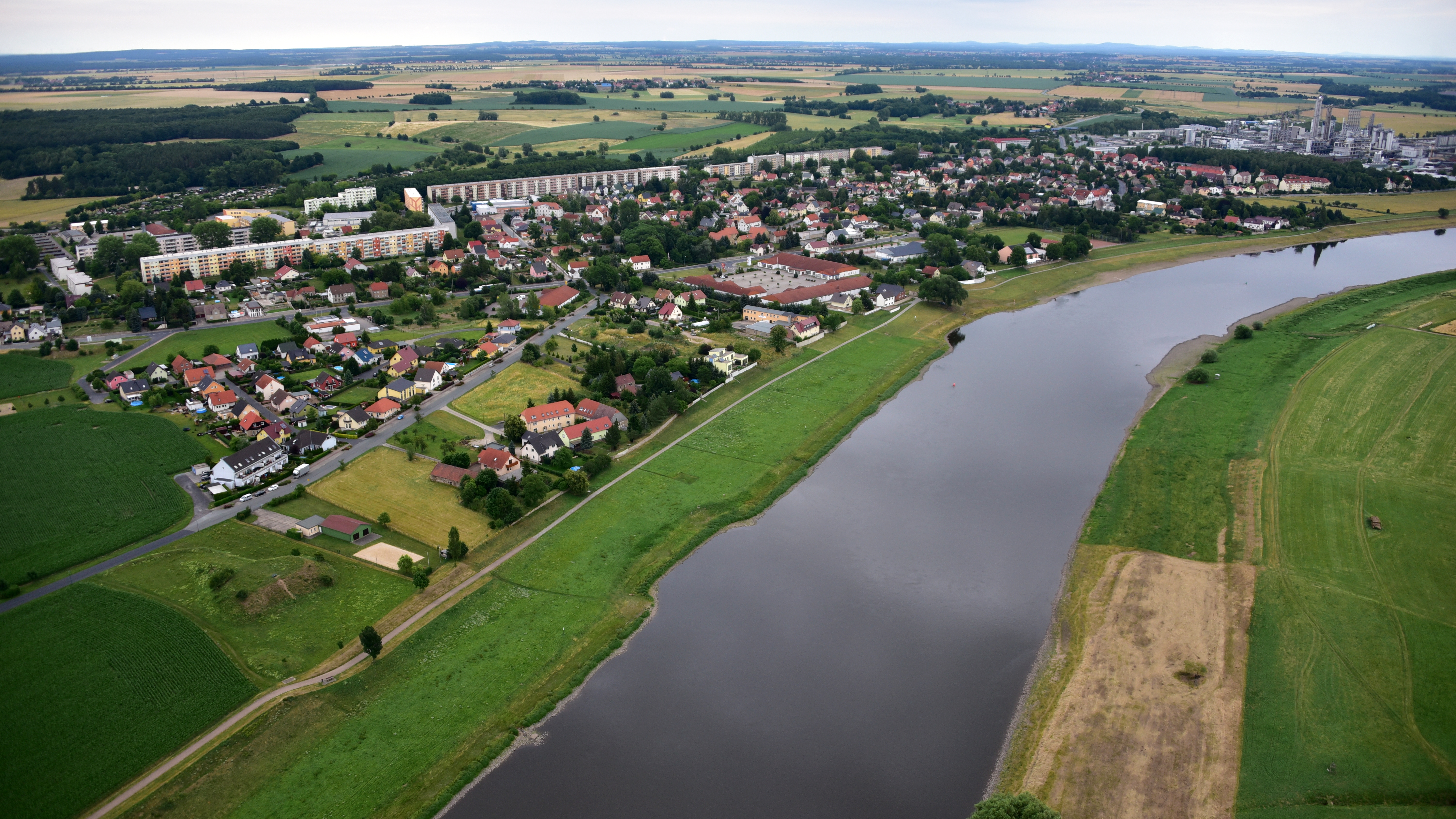
Nünchritz, Luftaufnahme (2017)

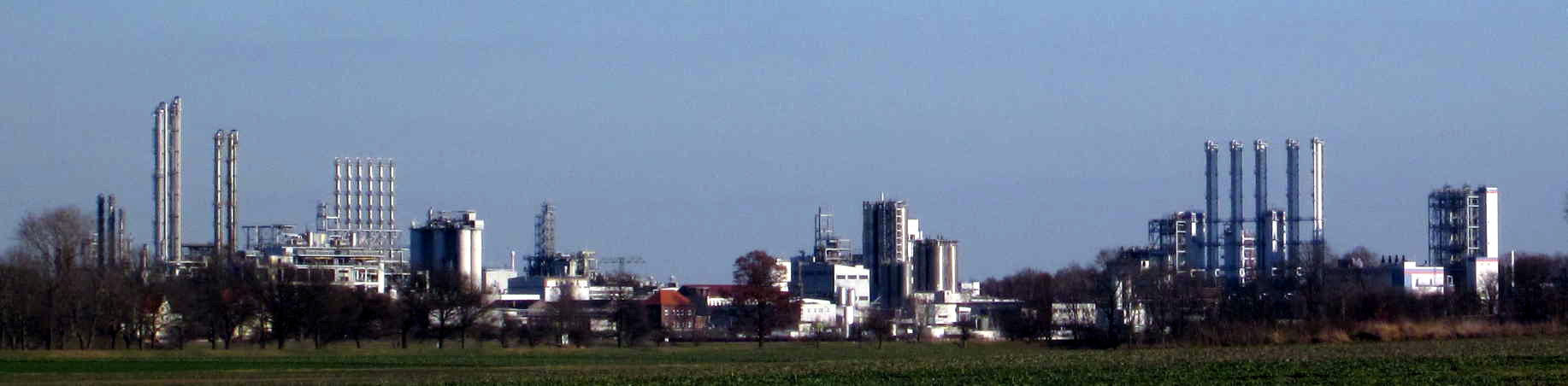
Nünchritz, Standort der Wacker Chemie

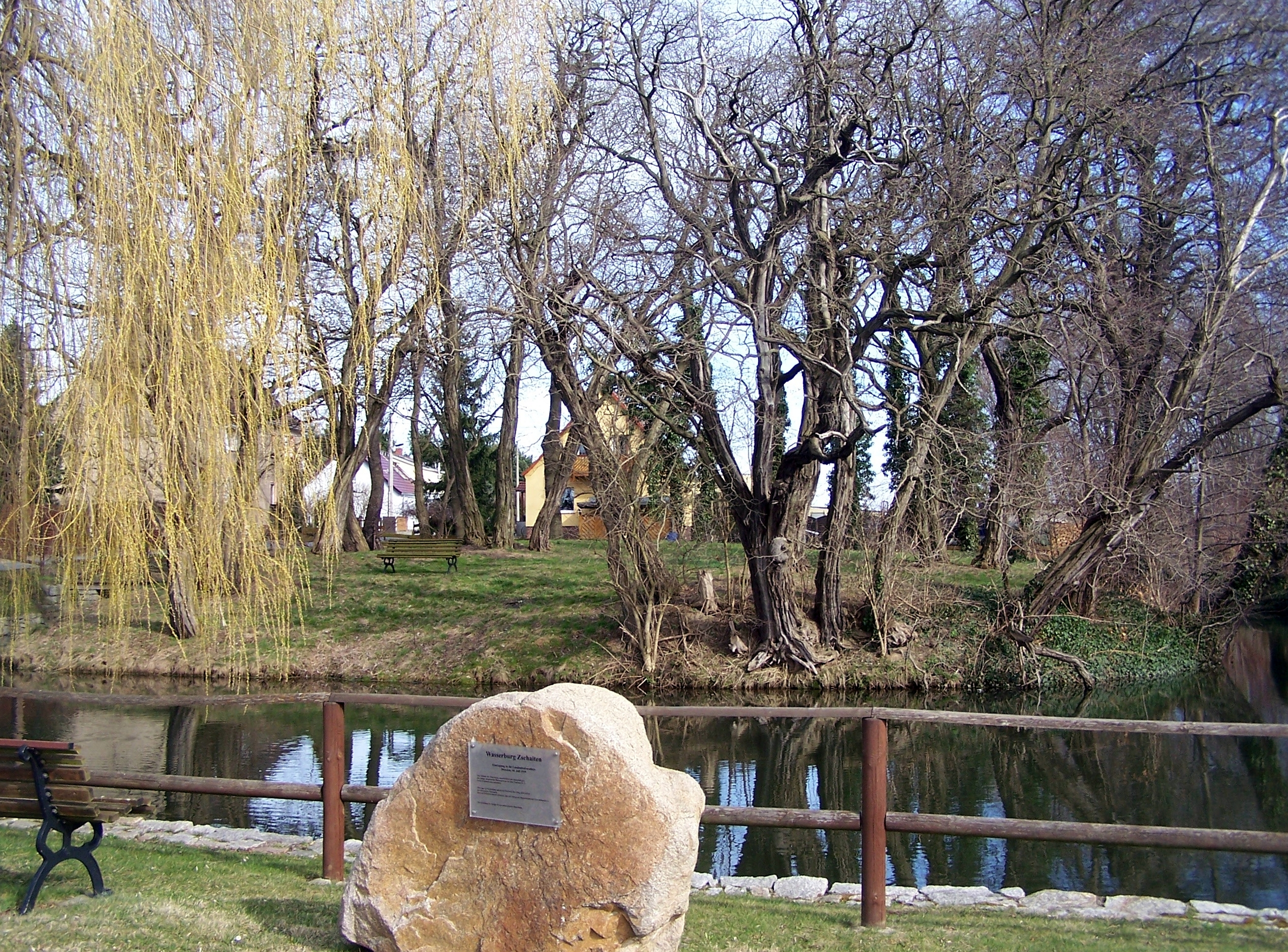
Überreste der Wasserburg Zschaiten

Nünchritz wurde erstmals im Jahr 1312 als Nucharicz urkundlich erwähnt. Die Gegend war aber schon zur Steinzeit (um 4000 v. Chr.) besiedelt, was Bodenfunde belegen. In historischer Zeit war dort ein Weinbaugebiet und auch die Elbe bestimmte die Entwicklung der Gegend. Im Mittelalter führte die Hohe Straße (Salzstraße) durch das Gemeindegebiet. Ab 1839 wurde die Bahnstrecke Leipzig–Dresden erbaut und seit 2003 besitzt Nünchritz einen eigenen Haltepunkt mit stündlichen Verbindungen nach Riesa, Dresden und Leipzig.
Zwischen 1900 und 1905 wurde in Nünchritz ein Werk der Chemischen Fabrik v. Heyden in Radebeul errichtet. Auch heute noch ist der Ort Standort einer chemischen Fabrik, in der Siloxane produziert werden. Das seit dem 1. Oktober 1998 zur Wacker Chemie AG am Friedrich-von-Heyden-Platz gehörende Werk beschäftigt etwa 1500 Mitarbeiter (Stand: 31. Dezember 2021) und ist damit größter industrieller Arbeitgeber im Landkreis Meißen. Durch einen im Oktober 2011 abgeschlossenen Ausbau für die Produktion von Polysilicium sind etwa 500 weitere Arbeitsplätze entstanden.

### Geschichte von Seußlitz
Ältester Gemeindeteil ist Seußlitz, das im Jahr 1205 erstmals urkundlich erwähnt wurde. Am Ort war damals eine Burg (Besitzer Otto von Suselitz). Sie wurde 1226 abgebrochen und vom Markgraf von Meißen Heinrich dem Erlauchten zu einer Jagdresidenz umgebaut. 1268 stiftete er den Besitz mit 17 zugehörigen Dörfern den Klarissen als Nonnenkloster. Nach der Reformation im Jahr 1546 kaufte der Geheime Rat des Kurfürsten Moritz von Sachsen, Simon Pistoris der Jüngere, das Kloster und baute es zu seinem Wohnschloss um. Im Jahr 1722 erwarb Heinrich von Bünau den Besitz und das Schloss Seußlitz mit dem Schlosspark und der Schlosskirche baute man im Barockstil nach Entwürfen von George Bähr um.

### Geschichte der anderen Ortsteile
Diesbar wurde 1272 als Dievesvere, Grödel 1324 als Gredil, Zschaiten 1324 als Zschetin, Roda 1365 als Rode und Weißig im Jahr 1378 als Wizzok erstmals urkundlich erwähnt.
In Grödel existierte ein Schloss/Gutshaus.

### Eingemeindungen
Am 1. Juli 1973 wurden die Gemeinden Grödel und Zschaiten mit dem am 1. Juli 1950 eingemeindeten Ortsteil Roda eingegliedert. Zum 1. Januar 1994 folgte die Gemeinde Weißig. Am 1. Januar 2003 wurde die Gemeinde Diesbar-Seußlitz mit den Ortsteilen Diesbar-Seußlitz (entstand am 1. Januar 1952 aus der Fusion beider bis dahin selbständigen Gemeinden), Goltzscha, Leckwitz, Merschwitz, Naundörfchen (am 1. Juli 1950 nach Leckwitz eingegliedert) und Neuseußlitz (am 1. Juli 1973 Diesbar-Seußlitz angegliedert) eingemeindet.

## Politik
- Linke: 2
- SPD: 2
- TSV: 2
- CDU: 6
- AfD: 4

### Gemeinderat
Seit der Gemeinderatswahl am 9. Juni 2024 verteilen sich die 16 Sitze des Gemeinderates folgendermaßen auf die einzelnen Gruppierungen:
- AfD: 4 Sitze (zwei Sitze bleiben mangels Kandidaten unbesetzt)
- CDU: 6 Sitze
- TSV Merschwitz 1912 e. V. (TSV): 2 Sitze
- SPD: 2 Sitze
- Linke: 2 Sitze

| Wahlvorschlag             | 2024   | 2024   | 2019   | 2019   | 2014   | 2014   |
| Wahlvorschlag             | Sitze  | in %   | Sitze  | in %   | Sitze  | in %   |
| ------------------------- | ------ | ------ | ------ | ------ | ------ | ------ |
| AfD                       | 4      | 34,2   | –      | –      | –      | –      |
| CDU                       | 6      | 31,2   | 7      | 37,4   | 8      | 41,1   |
| TSV Merschwitz 1912 e. V. | 2      | 13,3   | 5      | 26,1   | 3      | 17,0   |
| SPD                       | 2      | 11,5   | 4      | 22,0   | 4      | 21,8   |
| Linke                     | 2      | 9,8    | 2      | 14,5   | 3      | 16,2   |
| FDP                       | –      | –      | –      | –      | –      | 4,0    |
| Wahlbeteiligung           | 71,8 % | 71,8 % | 67,1 % | 67,1 % | 55,1 5 | 55,1 5 |

### Bürgermeister

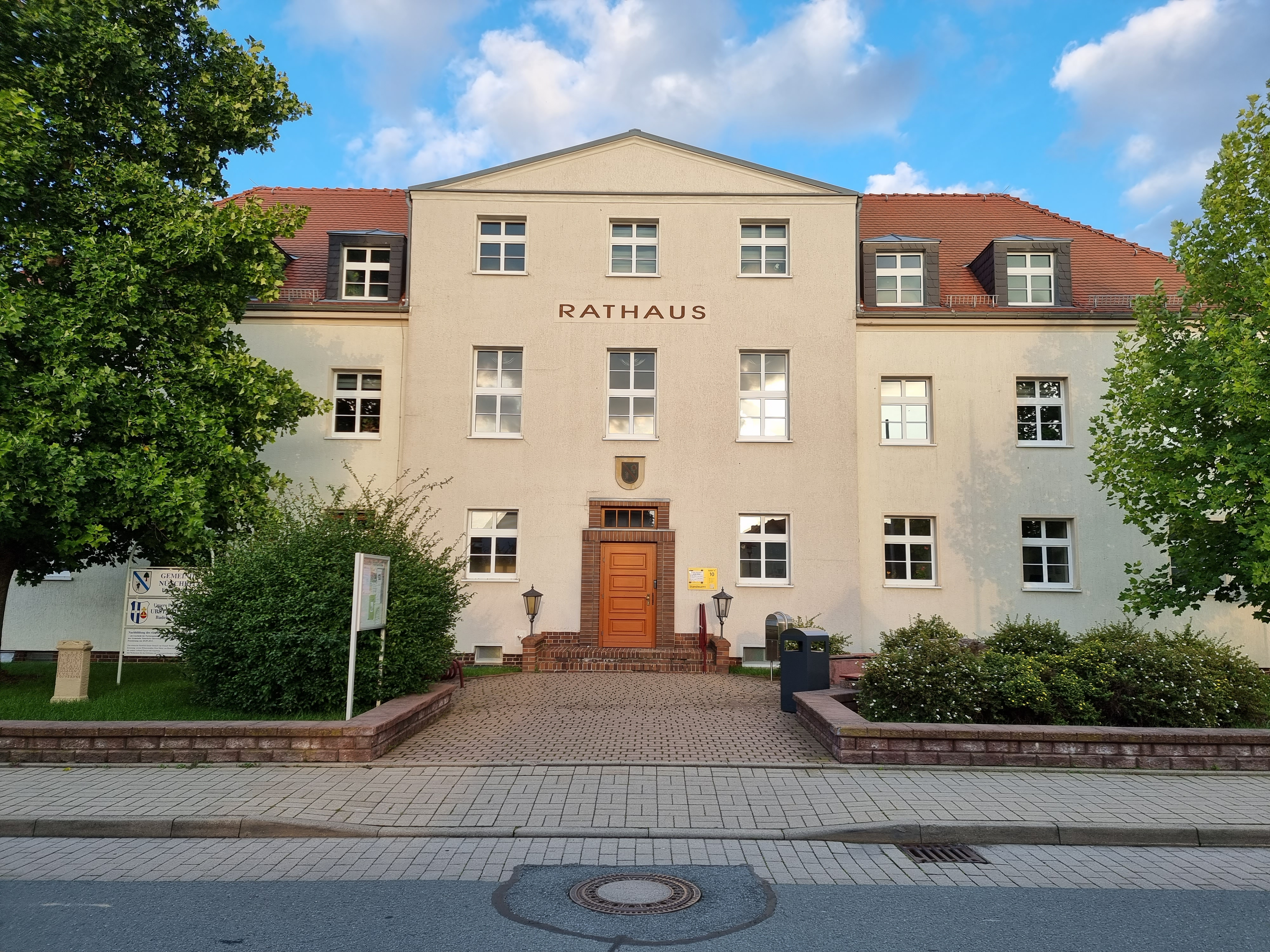
Rathaus Nünchritz
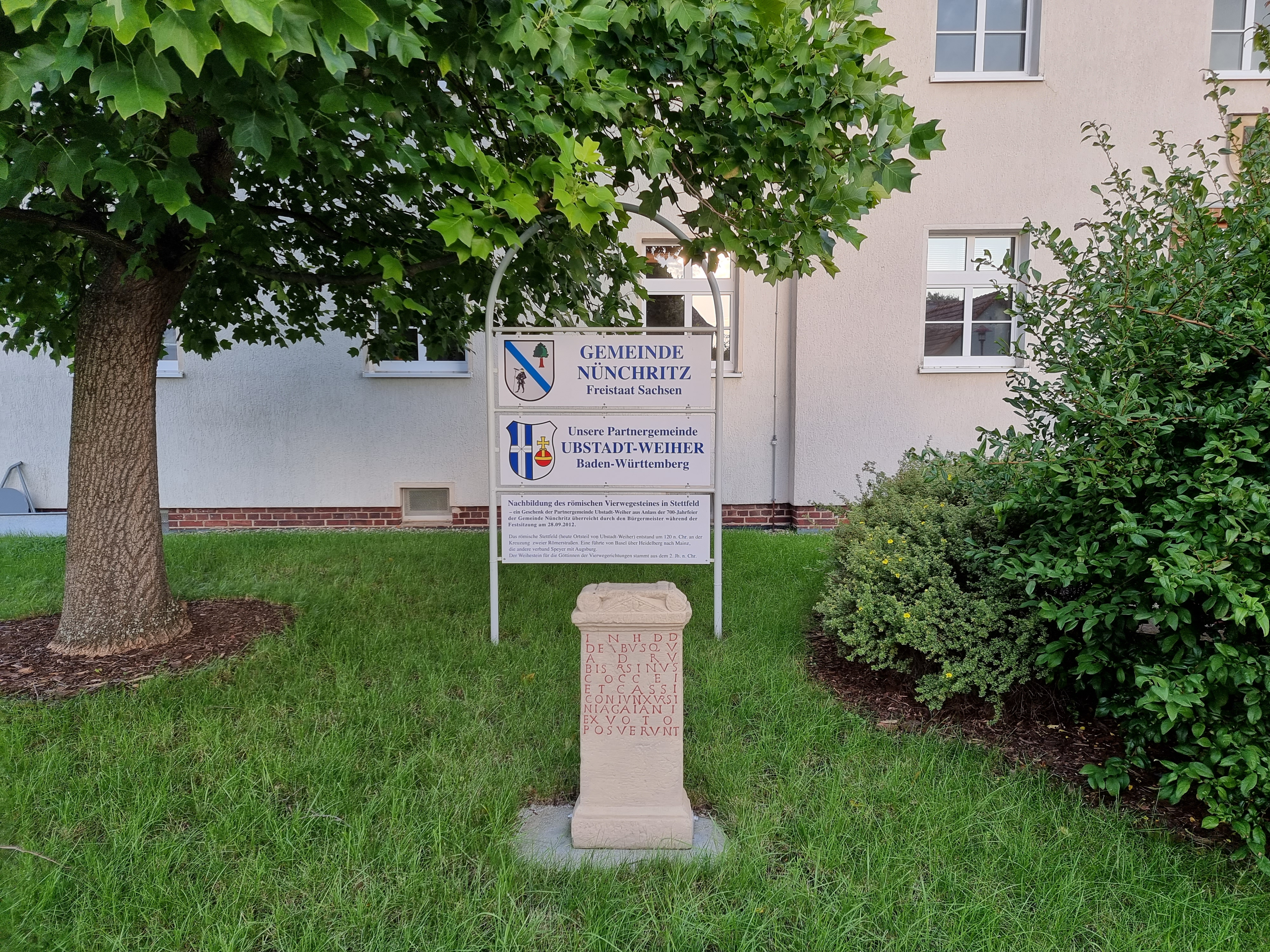
Ortspartnerschaft Nünchritz: Ubstadt-Weiher in Baden-Württemberg

Am 16. September 2007 fand eine Bürgermeisterwahl statt, um einen Nachfolger für Bürgermeister Udo Schmidt (SPD) zu bestimmen. Dabei erhielt Anett Wendler (SPD) 36,8 % der Wählerstimmen und Gerd Barthold (CDU) 34,3 %. Daher fand am 30. September eine Nachwahl statt, die Barthold mit 47,8 % gewann. Die Wahlbeteiligung lag bei 56,8 % im ersten bzw. 52,2 % im zweiten Wahlgang. Im Oktober 2014 wurde Barthold mit 98 % der Stimmen im Amt bestätigt. Seit 2021 ist Andrea Beger (CDU) Bürgermeisterin.
| Wahl | Bürgermeister | Vorschlag | Wahlergebnis (in %) |
| ---- | ------------- | --------- | ------------------- |
| 2021 | Andrea Beger  | CDU       | 72,4                |
| 2015 | Gerd Barthold | CDU       | 98,4                |
| 2007 | Gerd Barthold | CDU       | 47,8                |
| 2001 | Udo Schmidt   | SPD       | 52,4                |

### Ortspartnerschaften
Nünchritz pflegt mit der Gemeinde Ubstadt-Weiher in Baden-Württemberg eine Ortspartnerschaft.

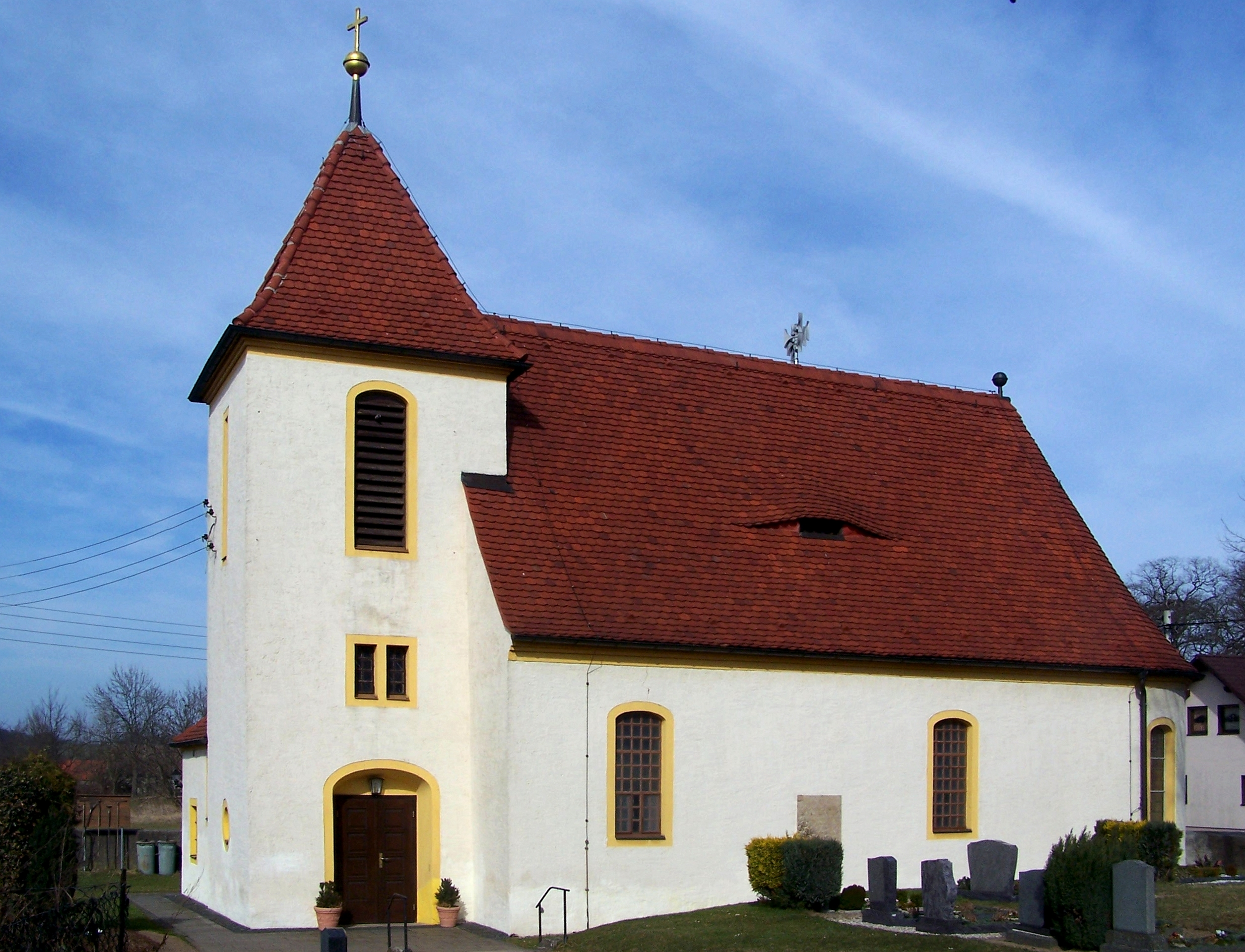
Kirche Zschaiten

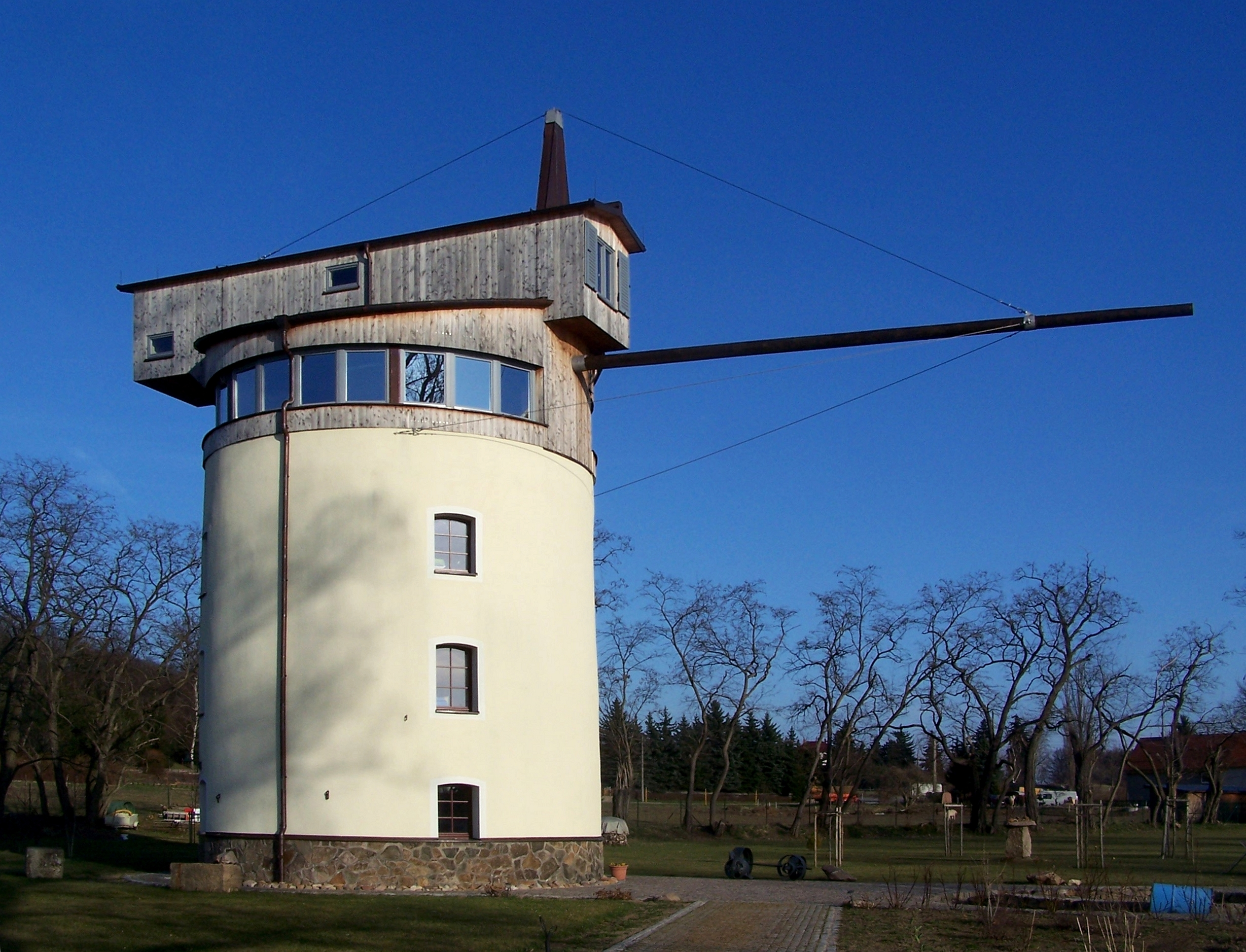
Turmdrehkran in Merschwitz

## Kultur
- Siehe auch: Liste der Kulturdenkmale in Nünchritz

### Sehenswürdigkeiten

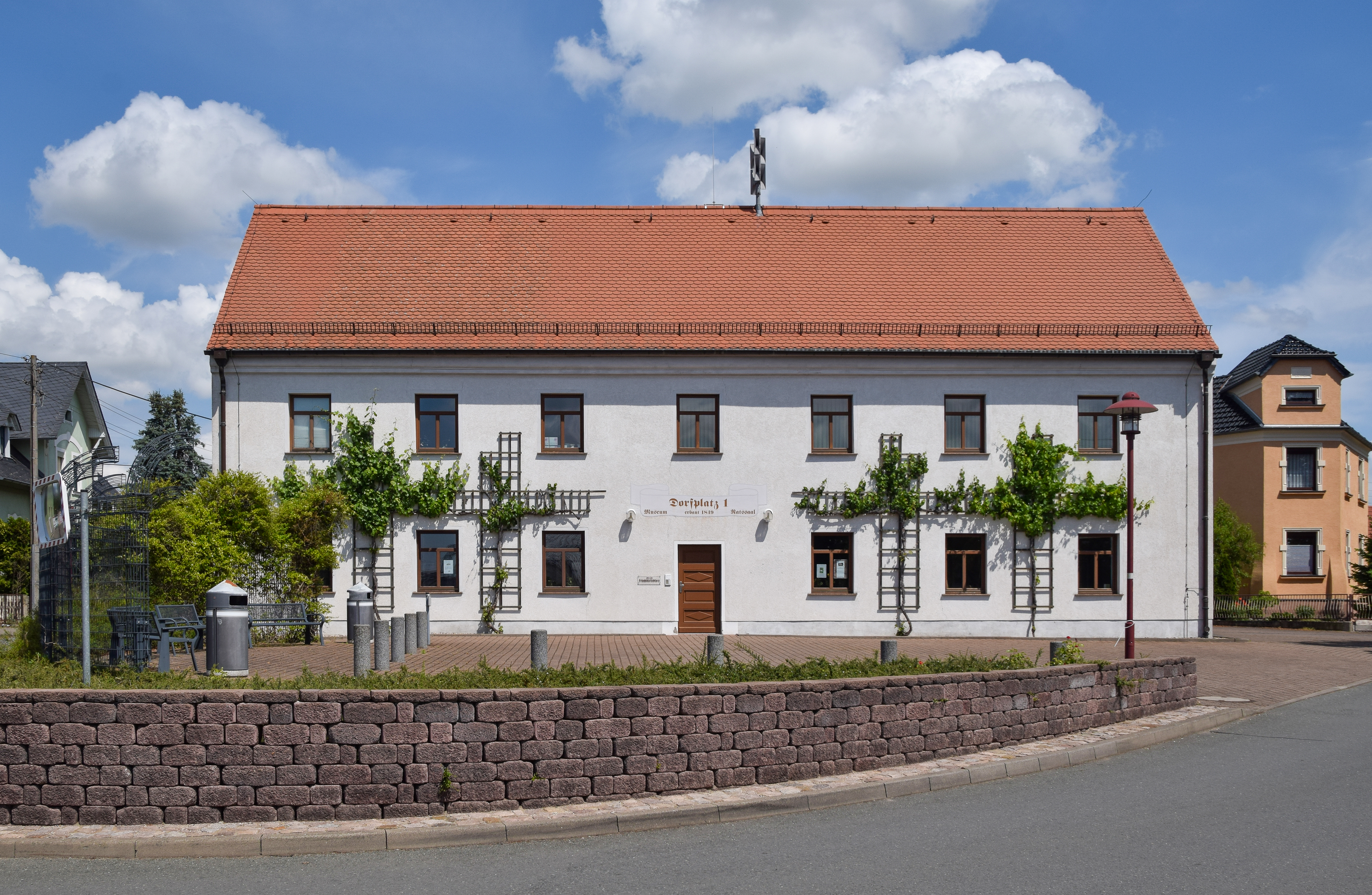
Museum Nünchritz (2024)

- Kanalbrücke und Kanalkopf des Elsterwerda-Grödel-Floßkanal zwischen 1740 und 1748 erbaut bei Grödel
- Alter Wall-Graben, der Rest der vermutlich im 12. Jahrhundert errichteten Wasserburg in Zschaiten
- Kirche in Zschaiten (vor 1503 errichtet)
- Kirche Merschwitz
- Turmdrehkran Merschwitz (errichtet 1921)
- Barockschloss Seußlitz mit Schlossgarten im französischen und englischen Gartenbaustil, darin Skulpturen, welche die Jahreszeiten bzw. die Monate versinnbildlichen[9]
- Heinrichsburg, ein schlichtes zweigeschossiges Gartenhaus (in den Jahren 1725/26 nach Plänen von George Bähr erbaut) in Seußlitz
- barockes Winzerhaus, die Luisenburg in Seußlitz
- Mühle in Grödel
- Museum Nünchritz

### Regelmäßige Veranstaltungen
Beim Seußlitzer Heiratsmarkt handelt es sich um ein über 500 Jahre altes Volksfest, das alljährlich zu Himmelfahrt stattfindet. Bei diesem Volksfest ist eine Trauung für einen Tag möglich. Als Ursprung dieses Brauches wird die Brautschau der nach Auflösung des Klosters freigewordenen Nonnen angesehen.

### Gedenkstätte
An der Riesaer Straße befindet sich ein Ehrenfriedhof mit einem Denkmal für 17 sowjetische Soldaten und Offiziere des 1. Gardekavalleriekorps, die am 23. April 1945 bei Kämpfen in Nünchritz ums Leben kamen. Ihre Namen sind unbekannt. Die Gedenkstätte wurde am 5. Juni 1945 eingeweiht.

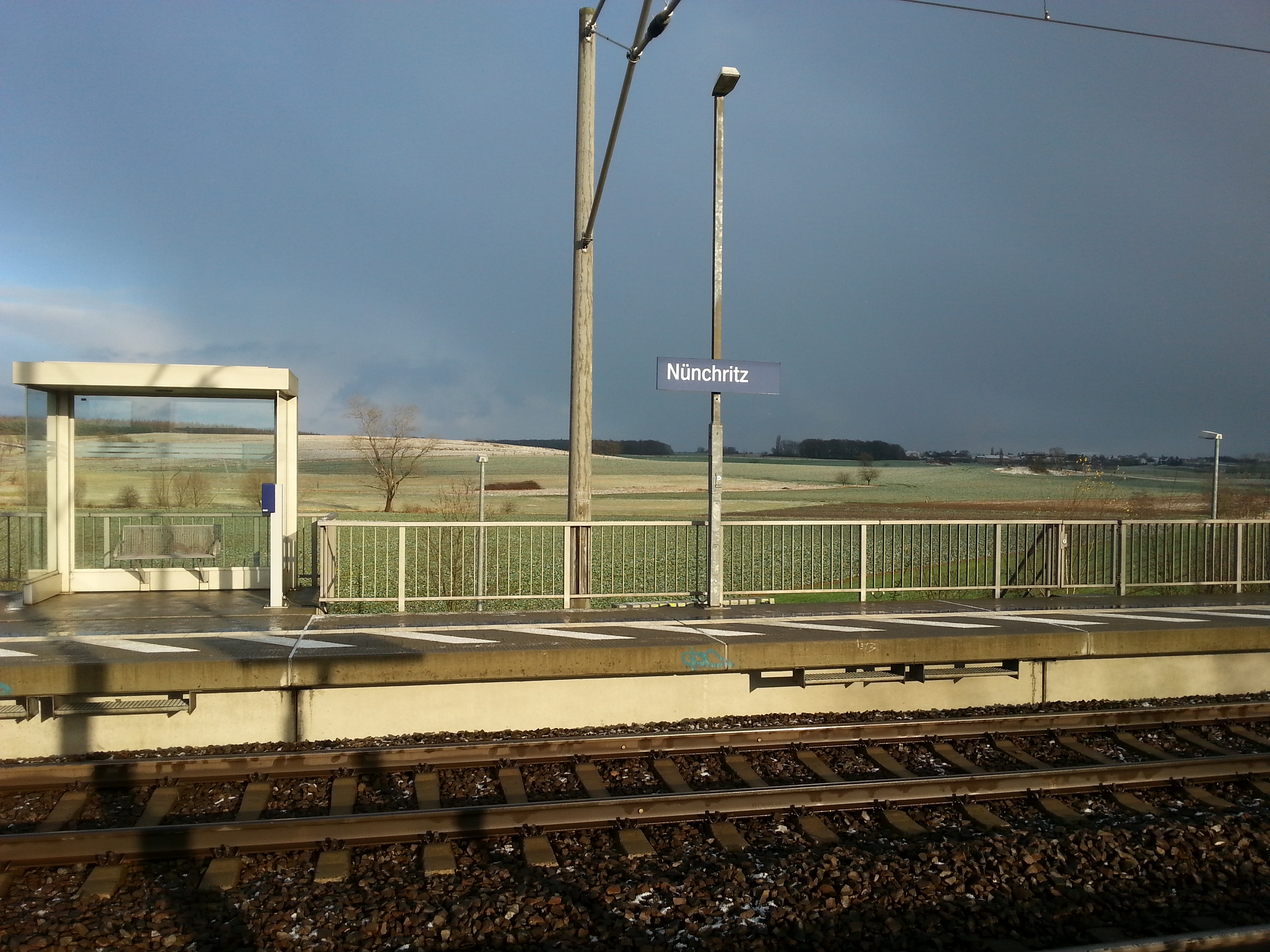
Haltepunkt Nünchritz

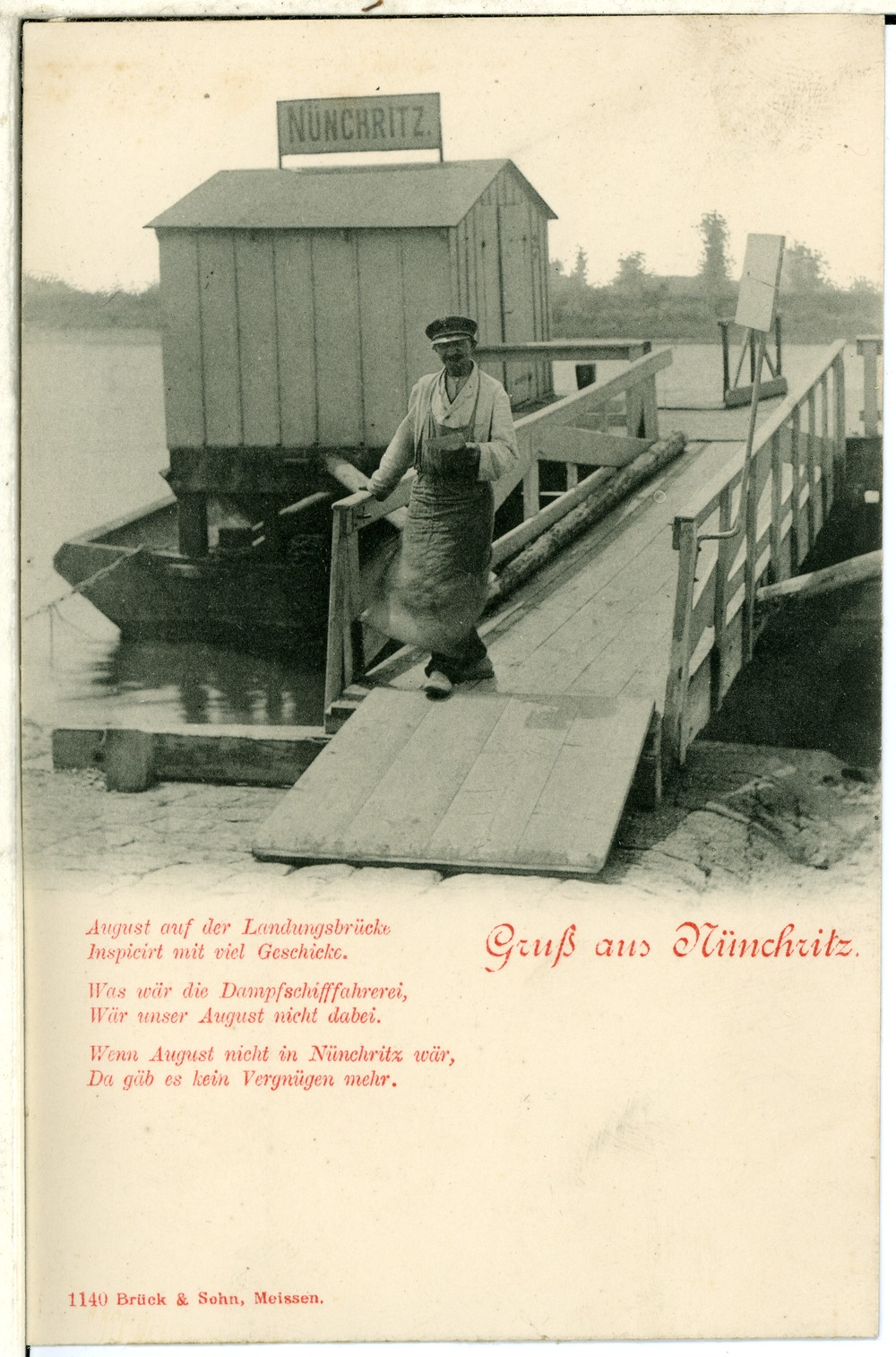
Anlegestelle Nünchritz mit August

## Wirtschaft und Infrastruktur

### Verkehr
Die B 98 und die Bahnstrecke Leipzig–Riesa–Dresden verlaufen durch den Norden der Gemeinde. Am Haltepunkt Nünchritz macht der Saxonia-Express RE 50 zwischen Dresden und Leipzig Halt. Nünchritz wird außerdem über fünf Buslinien unter anderem mit Riesa, Großenhain und Meißen verbunden.

## Persönlichkeiten

### Söhne und Töchter der Gemeinde
- Ernst Peschel (1853–1927), Volksschullehrer, Heimatforscher und Amateurarchäologe
- Heinz Haupt (1924–2010), Tischtennisnationalspieler und -trainer der DDR
- Frank Terpe (1929–2013), Mathematiker, Politiker (SPD) und ehemaliger  Minister für Forschung und Technologie der DDR
- Ekkehard Herrig (* 1933), Paläontologe und Geologe sowie Künstler
- Jörg Peter (* 1955), ehemaliger deutscher Langstreckenläufer